# آن هود
آن هود (بالإنجليزية: Ann Hood)‏ (9 ديسمبر 1956، ويست وارويك في الولايات المتحدة)؛ كاتِبة، وروائية أمريكية.